# Jesper Grønkjær
Jesper Grønkjær (Nuuk, Grönland, 1977. augusztus 12. –) egy dán válogatott labdarúgó, aki 2011-ben vonult vissza a sportágtól az FC København játékosaként. Egy villámgyors szélső játékosnak tartották, akiről pályafutása elején azt tartották, hogy gyorsasága alapján sprinter is lehetne. A dán labdarúgó-válogatott tagjaként részt vett mind a 2002-es, mind a 2010-es labdarúgó-világbajnokságon, és a 2000-es, illetve a 2004-es labdarúgó Eb-n.